# Armide (Gluck)
Pour les articles homonymes, voir Armide (homonymie).

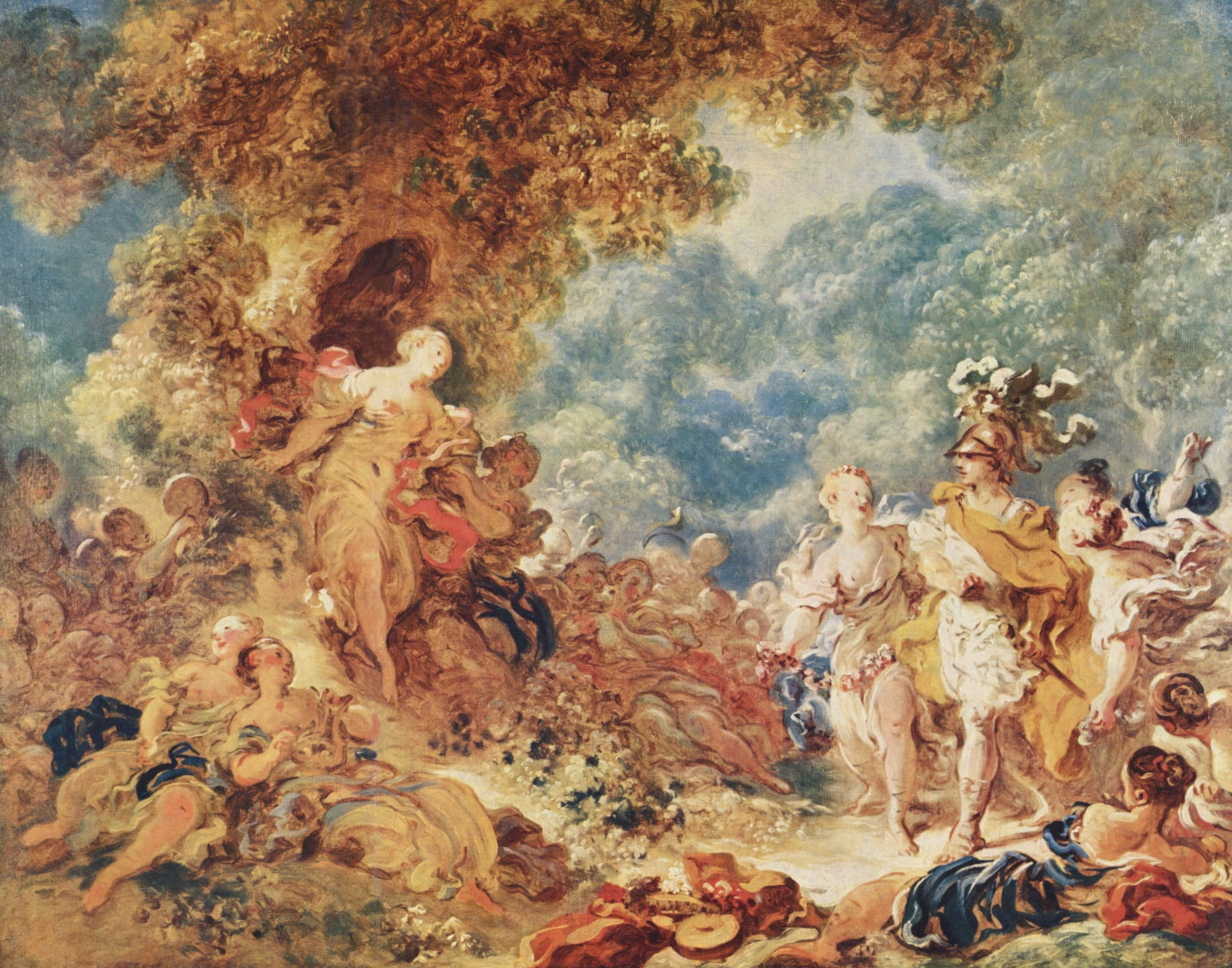
Renaud dans les jardins d'Armide, peinture de Fragonard

Armide est un opéra (drame héroïque) en cinq actes de Christoph Willibald Gluck, sur un livret de Philippe Quinault, basé sur la Jérusalem délivrée du Tasse et représenté pour la première fois le soir du 23 septembre 1777 à Paris à l'Académie Royale de Musique. Il s'agit du quatrième opéra de la « période parisienne » de Gluck. Pour cette œuvre, le compositeur a directement repris le livret que Philippe Quinault avait écrit pour Lully en 1686, se contentant d'ajouter quatre vers à la fin de l'acte III.

## Historique
Gluck est alors loin d'être inconnu du public parisien. Dans un intervalle de deux années, l'Académie Royale de Musique a en effet créé Iphigénie en Aulide en 1774 ainsi que les versions françaises d' Orphée et Eurydice et d' Alceste respectivement en 1774 et en 1776 qui ont toutes les trois été couronnées de succès.
Remettre en musique le livret que Quinault avait écrit pour Lully 92 ans auparavant n'a alors rien d'innocent et marque clairement la volonté délibérée de Gluck de se confronter à « armes égales » au fondateur de l'opéra français ; ceci d'autant plus que l'opéra de Lully est alors considéré non seulement comme son chef-d'œuvre, mais aussi et surtout comme l'ouvrage reconnu universellement, tant en France que dans le reste de l'Europe, comme l'expression la plus parfaite de la tradition lyrique française. En outre, et à la différence d'une pratique courante dans l'opera seria, il n'est guère admis - voire pas du tout - de « réutiliser » un livret déjà mis en musique auparavant, et ceci à plus forte raison lorsqu'il s'agit du « tandem Lully/Quinault » ; en effet, le fait de « mettre la main » sur un texte ayant « appartenu » à Lully suffit à susciter critiques et accusations de « lèse-majesté » (au « roi Lully ») ; Jean-Joseph Cassanéa de Mondonville en a fait l'amère expérience quelques années auparavant avec son Thésée qui reprenait également un livret de Quinault mis en musique par Lully - échec qui le conduisit à mettre un terme à sa production lyrique.
Rarement donnée au XXe siècle, Armide a toutefois été l'objet de quelques productions marquantes, notamment celle de Pedro Gailhard au palais Garnier en 1905, avec Lucienne Bréval dans le rôle-titre (spectacle repris jusqu'en 1913, après quoi l'ouvrage disparut inexplicablement du répertoire de l'Opéra de Paris), celle de Pierluigi Pizzi créée à l'Opéra de Versailles en 1992 avec Della Jones (reprise en 1996 à l'Opéra de Nice avec Mireille Delunsch, puis à la Scala de Milan avec Anna Caterina Antonacci) et celle d'Ivan Alexandre au Staatsoper de Vienne en 2016 avec Gaëlle Arquez.